# Bandri, Sandur
Bandri là một làng thuộc tehsil Sandur, huyện Bellary, bang Karnataka, Ấn Độ.